# Dąbrowica (powiat bocheński)
Dąbrowica – wieś w Polsce położona w województwie małopolskim, w powiecie bocheńskim, w gminie Bochnia.
| SIMC    | Nazwa      | Rodzaj     |
| ------- | ---------- | ---------- |
| 0999825 | Bukowina   | przysiółek |
| 0812181 | Kopaliny   | część wsi  |
| 1000077 | Popieska   | przysiółek |
| 0812198 | Stawiska   | część wsi  |
| 0812206 | Żelazowiec | część wsi  |

W latach 1975–1998 miejscowość należała administracyjnie do województwa tarnowskiego.
Zabudowania i pola Dąbrowicy znajdują się w dolinie rzeki Stradomka oraz na wzgórzach północno-zachodniej części Pogórza Wiśnickiego.